# SS- und Polizeiführer
Con il termine SS- und Polizeiführer («Comandante delle SS e della Polizia») furono indicati gli ufficiali superiori nazionalsocialisti al comando di grandi unità di Schutzstaffel (SS) prima e durante il secondo conflitto mondiale. L'SS- und Polizeiführer possedeva l'autorità di comando diretta di ogni unità delle SS e della polizia presenti in una determinata area geografica e doveva rispondere del suo operato esclusivamente a Heinrich Himmler (comandante supremo delle SS) e Adolf Hitler. Tra i molteplici compiti dell'SS- und Polizeiführer vengono oggi ricordati, per la brutalità con la quale vennero svolti, la repressione antipartigiana e il ruolo avuto nella Shoah del popolo ebraico. La possibilità di decidere la sorte di migliaia di individui e la diretta dipendenza dai più alti vertici del comando tedesco resero questa posizione una delle più influenti dell'intera Germania nazionalsocialista.

## Descrizione
Il ruolo di SS- und Polizeiführer venne conferito per la prima volta nel 1938 sviluppando la precedente posizione di Oberabschnitt Führer («Comandante distrettuale») delle Allgemeine-SS. Allo scoppio della Seconda guerra mondiale il ruolo venne ulteriormente suddiviso in tre livelli gerarchici di importanza geografica crescente:
- SS- und Polizeiführer, abbreviato in SSPF e traducibile come «Comandante delle SS e della Polizia»
- Höhere SS- und Polizeiführer abbreviato in HSSPF, HSS-PF, HSSuPF e traducibile come «Comandante superiore delle SS e della Polizia»
- Höchste SS- und Polizeiführer abbreviato in HöSSPF e traducibile come «Supremo comandante delle SS e della Polizia»[2]

Gli SS- und Polizeiführer erano al comando di uno stato maggiore che comprendeva rappresentanti della maggior parte delle branche delle SS. Il comandante aveva teoricamente giurisdizione su Ordnungspolizei, Gestapo, SS-Totenkopfverbände (unità preposta alla custodia dei campi di concentramento), SD, alcune unità delle Waffen-SS e più in generale su ogni reparto delle SS nell'area geografica di sua competenza. In pratica però i reparti delle SS (teoricamente subordinati) dipendevano dalla loro catena di comando diretta e venivano impiegati dall'SS- und Polizeiführer solo in caso di eventi di particolare urgenza. Questa complicata struttura di competenze, spesso sovrapposte, non deve stupire essendo tipico del Terzo Reich impostato sul principio del divide et impera.
Una delle funzioni degli SS- und Polizeiführer era il comando generale degli Einsatzgruppen operanti sui territori di competenza degli stessi; in questo ruolo essi diedero agli Einsatzgruppen ordine di uccidere centinaia di migliaia di persone. Verso il termine del conflitto praticamente ogni SS- und Polizeiführer che aveva servito in Polonia e Unione Sovietica si era macchiato di crimini di guerra e per questo molti di loro decisero di suicidarsi prima della cattura.
Gli SS- und Polizeiführer ricoprirono il ruolo di supervisori dei ghetti dell'Europa orientale creati dalle autorità naziste nei territori occupati dall'esercito tedesco al fine di «concentrare» gli ebrei prima della deportazione. Nell'espletamento della funzione di supervisione gli SS- und Polizeiführer coordinarono direttamente le deportazioni verso i campi di sterminio aiutati dal Reichssicherheitshauptamt (RSHA, «Ufficio centrale per la sicurezza del Reich») che fornì loro il necessario supporto amministrativo e logistico.
Infine gli SS- und Polizeiführer assunsero spesso il comando diretto dei battaglioni di polizia e reggimenti dell'SD incaricati di svolgere «servizio d'ordine» all'interno dei ghetti, specialmente in vista della liquidazione dello stesso. La diffusa immagine di truppe SS che fanno un'incursione all'interno di un ghetto ebraico uccidendo in maniera casuale coloro che avevano la sola colpa di essersi trovati davanti a loro è attribuibile, nella maggior parte dei casi, a forze sotto il diretto controllo degli SS- und Polizeiführer (ad esempio la soppressione della rivolta del ghetto di Varsavia, stroncata brutalmente da Jürgen Stroop, comandante delle SS e della Polizia dell'area di Varsavia).

## Lista dei più famosiSS- und Polizeiführer

### SSPF
- Comandante delle SS e della Polizia di Varsavia: Jürgen Stroop
- Comandante delle SS e della Polizia di Cracovia: Julian Scherner

### HSSPF
- Comandante superiore delle SS e della Polizia per l'Elba: Udo von Woyrsch
- Comandante superiore delle SS e della Polizia per il Danubio: Ernst Kaltenbrunner
- Comandante superiore delle SS e della Polizia per Boemia e Moravia: Karl Hermann Frank
- Comandante superiore delle SS e della Polizia per Russia del nord: Friedrich Jeckeln
- Comandante superiore delle SS e della Polizia per il Mar Nero: Richard Hildebrandt
- Comandante superiore delle SS e della Polizia per Zona d'Operazione del Litorale Adriatico: Odilo Globočnik
- Comandante superiore delle SS e della Polizia per i Paesi Bassi: Hanns Albin Rauter
- Comandante superiore delle SS e della Polizia per la Russia centrale: Erich von dem Bach
- Comandante superiore delle SS e della Polizia per la Norvegia: Wilhelm Rediess
- Comandante superiore delle SS e della Polizia per la Polonia: Friedrich Wilhelm Krüger
- Comandante superiore delle SS e della Polizia per la Francia: Carl Albrecht Oberg
- Comandante superiore delle SS e della Polizia per la Bielorussia: Eduar Strauch
- Comandante superiore delle SS e della Polizia per la Serbia: August Meyszner
- Comandante superiore delle SS e della Polizia per la Grecia: Walter Schimana
- Comandante superiore delle SS e della Polizia per la Slovacchia: Hermann Höfle

### HöSSPF
- Supremo comandante delle SS e della Polizia per l'Italia: Karl Wolff
- Comandante superiore delle SS e della Polizia per la Zona d'Operazione del Litorale Adriatico: Odilo Globočnik
- Supremo comandante delle SS e della Polizia per 'Ucraina: Hans-Adolf Prützmann